# Plié
Il Plié è un movimento di danza, consiste nella flessione delle ginocchia e significa piegamento.
Può essere:
- Plié à quart (piccolo)
- Plié à demi (medio)
- Grand plié (ampio).

Questo passo può essere effettuato in tutte e cinque le posizioni (prima, seconda, terza, quarta e quinta) ed è alla base della maggior parte dei movimenti della danza classica, della quale costituisce uno degli elementi più forti e tecnicamente espressivi.

## In Prima posizione
Unire i talloni con le dita rivolte in fuori. Mantenendo questa posizione piegare lentamente le ginocchia dirigendole sulla stessa linea dei piedi. Per eseguire un demi-plié, si fletteranno le ginocchia sinché ciò sia possibile senza alzare i talloni. Solo nel grand plié, i talloni si solleveranno il minimo necessario per consentire una maggiore flessione.

## In Seconda posizione
Partendo dalla seconda posizione (dalla prima posizione si striscia il piede di lato e poi lo si appoggia a terra) eseguire il plié normalmente senza però alzare mai i talloni. Le ginocchia spingono bene indietro con l'aiuto degli adduttori.

## In Terza posizione
Partendo dalla terza posizione (dalla seconda posizione si tende il piede e si riporta indietro deviandolo in modo che passi davanti all'altro piede) eseguire normalmente il plié alzando e abbassando graduatamente i talloni.

## In Quarta posizione
Partendo dalla quarta posizione (dalla terza posizione tendere il piede e strisciarlo in avanti alla distanza di un piede in modo poi si trovino su due linee parallele) eseguire normalmente il plié alzando e abbassando graduatamente i talloni.

## In Quinta posizione
Partendo dalla quinta posizione (dalla quarta posizione tendere il piede e riportarlo verso l'altro piede in modo che tallone e alluce di un piede coincidano rispettivamente con alluce e tellone del secondo)  eseguire normalmente il plié alzando e abbassando graduatamente i talloni.

## Errori che si possono commettere
I principali errori che un allievo può commettere sono:
- sollevarsi subito sur les demi-pointes (talloni alzati)
- sollevare i talloni à trois quarts (oltre demi-pointes)
- spingere le punte dei piedi troppo avanti
- non sostenere la pianta del piede, poggiando la parte interna invece di quella esterna.